# 哈該

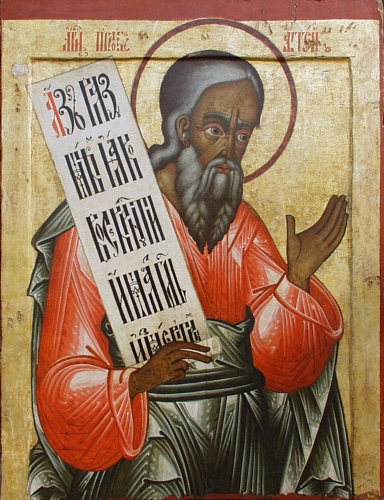
18世紀俄羅斯卡累利阿耶穌顯聖教堂的先知哈該的聖像

哈該（希伯來語：חַגַּי）天主教译为哈盖，在希伯來語中的意思是“我的節期”，他是《希伯来圣经·小先知書》裡第十篇《哈該書》的作者。他被称为一位先知和上主的使者 ，但他的身世和職業等個人資料皆無從稽考。

## 時代
根據《哈該書》內容的推斷，哈該所身處的時代應該與撒迦利亞及瑪拉基一樣同屬猶太人從巴比倫回到家鄉──耶路撒冷的年代。不過，在這三個先知中，雖然他大約與撒迦利亞的時代相同，但應該是最年長的一位。他很可能本來就在以色列故土生活，但後來被尼布甲尼撒二世連同其他猶太人一同俘擄到巴比倫。他在回到巴勒斯坦之後16年才開始他的傳道工作。由於猶太人與撒馬利亞人因為重建聖殿的矛盾，使重建工作停頓了15年。但由於哈該及撒加利亞的努力，重建工作得以恢復。